# Basketball Champions League Americas 2021-2022
La Basketball Champions League Americas 2021-2022 sarà la 3ª edizione del massimo campionato tra club americani organizzato dalla FIBA Americas. In totale si tratta della 15ª stagione della principale competizione americana per club di pallacanestro. La competizione inizierà il 10 dicembre 2021 con la fase a gironi e si concluderà nell'aprile 2022.
Il Flamengo è la squadra campione in carica, avendo vinto l'edizione precedente.

## Squadre partecipanti
Alla competizione prendono parte dodici squadre provenienti da sette nazioni diverse, le quali sono state annunciate il 21 settembre 2021.

### Squadre
| Fase a gironi       | Fase a gironi     | Fase a gironi     |
| ------------------- | ----------------- | ----------------- |
| Quimsa              | São Paulo         | Real Estelí       |
| Boca Juniors        | Minas Tênis Clube | Club Biguá        |
| Obras Sanitarias    | Flamengo          | Nacional          |
| Univ. de Concepcion | Cang. de Santurce | Edmonton Stingers |

## Fase a gironi
Il 16 ottobre 2021, le dodici squadre partecipanti sono state divise per comporre quattro gruppi da tre squadre ciascuno tramite sorteggio. In ogni gruppo, le squadre giocano l'una contro l'altra sia in casa che in trasferta, in un girone all'italiana. Le prime due squadre di ogni girone, avanzano poi alle Final 8.

### Gruppo A
| Pos | Squadra                 | G | V | P | PF  | PS  | DP  | Pt | Qualificazione           |  | CAN   | EDM   | EST |
| --- | ----------------------- | - | - | - | --- | --- | --- | -- | ------------------------ |  | ----- | ----- | --- |
| 1   | Cangrejeros de Santurce | 2 | 2 | 0 | 180 | 156 | +24 | 4  | Qualificate alle Final 8 |  | —     |       |     |
| 2   | Edmonton Stingers       | 2 | 1 | 1 | 152 | 170 | −18 | 3  | Qualificate alle Final 8 |  | 68–89 | —     |     |
| 3   | Real Estelí             | 2 | 0 | 2 | 169 | 175 | −6  | 2  |                          |  | 88–91 | 81–84 | —   |

| Arbitri: | Julio Anaya Diego Chiconato Orlando José Varela Díaz |

|                                |            |                                       |
| Romero 27 Balkman 19 Mojica 16 | Punti      | 20 Burrell 17 McKinney 15 Burnatowski |
| Mojica 8                       | Assist     | 6 Burrell                             |
| Balkman 13                     | Rimbalzi   | 10 Burrell                            |
| –                              | Allenatori | Jermaine Small                        |

| Arbitri: | Julio Anaya Krishna Dominguez Norval Alfanscio Young |

|                                     |            |                                          |
| Posthumus 18 Burrell 17 McKinney 16 | Punti      | 22 Sosa 16 Jefferson 12 Clemente, Gastón |
| McKinney 5                          | Assist     | 11 Rodríguez                             |
| Posthumus 14                        | Rimbalzi   | 11 Clemente                              |
| Jermaine Small                      | Allenatori | René Morales                             |

| Arbitri: | Julio Anaya Krishna Dominguez Diego Chiconato |

|                                  |            |                                   |
| De Jesús 26 Balkman 20 Romero 17 | Punti      | 19 Jefferson 18 Sosa 15 Rodríguez |
| Díaz 7                           | Assist     | 9 Rodríguez                       |
| Balkman 12                       | Rimbalzi   | 8 Clemente                        |
| –                                | Allenatori | René Morales                      |

### Gruppo B
| Pos | Squadra   | G | V | P | PF  | PS  | DP  | Pt | Qualificazione           |  | SAO   | QUI | NAC   |
| --- | --------- | - | - | - | --- | --- | --- | -- | ------------------------ |  | ----- | --- | ----- |
| 1   | São Paulo | 2 | 2 | 0 | 181 | 147 | +34 | 4  | Qualificate alle Final 8 |  | —     |     |       |
| 2   | Quimsa    | 2 | 1 | 1 | 155 | 154 | +1  | 3  | Qualificate alle Final 8 |  | 74–83 | —   | 81–71 |
| 3   | Nacional  | 2 | 0 | 2 | 144 | 179 | −35 | 2  |                          |  | 73–98 |     | —     |

| Arbitri: | Roberto Vazquez Felipe Ibarra Jesús Lopez |

|                                            |            |                                    |
| Miller-Scott 24 Hinkle 12 Moglia, Pietro 8 | Punti      | 18 Brussino 16 Anderson 12 Baralle |
| Romero 5                                   | Assist     | 4 Baralle, Brussino, Roderick      |
| Miller-Scott 10                            | Rimbalzi   | 13 Anderson                        |
| Sebastián González                         | Allenatori | Leonardo Zylberstein               |

| Arbitri: | Juan Fernández Carlos Andres Velez Londoño Jesús Lopez |

|                                        |            |                                     |
| Miller-Scott 15 Hinkle 13 Jefferson 11 | Punti      | 26 Stallworth 23 Caboclo 16 Corazza |
| Romero Schiaffarino 5                  | Assist     | 8 Corazza                           |
| Jefferson 9                            | Rimbalzi   | 10 Caboclo                          |
| Leonardo Zylberstein                   | Allenatori | Bruno Enrico Mortari                |

| Arbitri: | Roberto Vazquez Felipe Ibarra Carlos Andres Velez Londoño |

|                                    |            |                                     |
| Anderson 17 Gramajo 16 Roderick 13 | Punti      | 24 Marquinhos 18 Caboclo 16 Curnell |
| Anderson, Roderick 4               | Assist     | 13 Corazza                          |
| Anderson 14                        | Rimbalzi   | 12 Caboclo                          |
| Sebastián González                 | Allenatori | Bruno Enrico Mortari                |

### Gruppo C
| Pos | Squadra           | G | V | P | PF  | PS  | DP  | Pt | Qualificazione           |  | MIN | BIG   | OBR   |
| --- | ----------------- | - | - | - | --- | --- | --- | -- | ------------------------ |  | --- | ----- | ----- |
| 1   | Minas Tênis Clube | 2 | 2 | 0 | 190 | 157 | +33 | 4  | Qualificate alle Final 8 |  | —   | 95–73 | 95–84 |
| 2   | Club Biguá        | 2 | 1 | 1 | 142 | 160 | −18 | 3  | Qualificate alle Final 8 |  |     | —     | 69–65 |
| 3   | Obras Sanitarias  | 2 | 0 | 2 | 149 | 164 | −15 | 2  |                          |  |     |       | —     |

| Arbitri: | Jorge Vazquez Daniel Alberto Nieves Garcia Danilo Ariel Molina |

|                                  |            |                                     |
| Borges 25 Deodato 23 Carvalho 12 | Punti      | 18 Tintorelli 12 Rudd 11 dos Santos |
| Borges 6                         | Assist     | 6 Vidal                             |
| Carvalho 9                       | Rimbalzi   | 6 Lopez Suberbie                    |
| Leonardo Costa                   | Allenatori | Diego Cal                           |

| Arbitri: | Guilherme Locatelli Benito Marcos Yezid Valentin Carreño Pinzon |

|                                   |            |                                                                |
| Sims 28 Loriente Pérez 15 Rudd 10 | Punti      | 13 Rodríguez 12 Stone, Venegas Schaefer 8 Andrade Toyo, Serres |
| Vidal 9                           | Assist     | 4 Rodríguez                                                    |
| Tintorelli 11                     | Rimbalzi   | 15 Serres                                                      |
| Diego Cal                         | Allenatori | Bernardo Murphy                                                |

| Arbitri: | Jorge Vazquez Daniel Alberto Nieves Garcia Yezid Valentin Carreño Pinzon |

|                                       |            |                                          |
| Lenz, Miller 20 Johnson 14 Deodato 13 | Punti      | 17 Stone 14 Valussi 12 Barral, Rodríguez |
| Deodato 6                             | Assist     | 8 Barral                                 |
| Deodato 8                             | Rimbalzi   | 7 Rodríguez                              |
| Leonardo Costa                        | Allenatori | Bernardo Murphy                          |

### Gruppo D
| Pos | Squadra             | G | V | P | PF  | PS  | DP  | Pt | Qualificazione           |  | FLA | BJR   | UNI   |
| --- | ------------------- | - | - | - | --- | --- | --- | -- | ------------------------ |  | --- | ----- | ----- |
| 1   | Flamengo            | 2 | 2 | 0 | 173 | 134 | +39 | 4  | Qualificate alle Final 8 |  | —   | 88–66 | 85–68 |
| 2   | Boca Juniors        | 2 | 1 | 1 | 137 | 150 | −13 | 3  | Qualificate alle Final 8 |  |     | —     | 71–62 |
| 3   | Univ. de Concepcion | 2 | 0 | 2 | 130 | 156 | −26 | 2  |                          |  |     |       | —     |

| Arbitri: | Carlos Andrés Peralta Ortega Andrés Gaston Bartel Maina Johnny Batista Palermo |

|                                          |            |                                             |
| Olivinha 18 Robinson 14 Mineiro, Yago 11 | Punti      | 13 Schattmann 9 Boccia 8 Aguerre, Cavallero |
| Robinson, Yago 6                         | Assist     | 4 Hernández, Nesbitt                        |
| Olivinha 11                              | Rimbalzi   | 6 Aguerre, Vargas                           |
| Gustavo de Conti                         | Allenatori | Gonzalo García                              |

| Arbitri: | Carlos Andrés Peralta Ortega Fabiano Huber Fernando Aparecido Cavalcante Leite |

|                                           |            |                                    |
| Nesbitt 22 Hernández 12 Buendía. Boccia 8 | Punti      | 19 Louis 16 Geramipoor 11 Marshall |
| Vildoza 6                                 | Assist     | 3 Silva                            |
| Boccia, Hernández 7                       | Rimbalzi   | 8 Geramipoor                       |
| Gonzalo García                            | Allenatori | Cipriano Núñez Sepúlveda           |

| Arbitri: | Andrés Gaston Bartel Maina Johnny Batista Palermo Rodrigo León Mejía Mesa |

|                                         |            |                                      |
| Da Silva 14 Balbi, Batista 11 Tucker 10 | Punti      | 14 Marshall 10 Geramipoor 9 Luzcando |
| Yago 6                                  | Assist     | 2 Luzcando, Milano Paez, Rubio       |
| Olivinha 10                             | Rimbalzi   | 6 Milano Paez                        |
| Gustavo de Conti                        | Allenatori | Cipriano Núñez Sepúlveda             |

## Final 8
I quarti di finali delle Final 8 verranno giocati in una gara ad eliminazione diretta, le quattro squadre vincitrici passeranno alle semifinali. La vincente di ogni semifinale si qualifica per la finale, mentre le due squadre perdenti giocheranno la finale 3º/4º posto.

### Tabellone
|  | Quarti di finale | Quarti di finale |                           |  | Semifinali | Semifinali |  |  | Finale | Finale |
|  |                  |                  |                           |  |            |            |  |  |        |        |
|  |                  |                  |                           |  |            |            |  |  |        |        |
|  |                  |                  |                           |  |            |            |  |  |        |        |
|  |                  |                  |                           |  |            |            |  |  |        |        |
|  |                  |                  |                           |  |            |            |  |  |        |        |
|  |                  |                  |                           |  |            |            |  |  |        |        |
|  |                  |                  |                           |  |            |            |  |  |        |        |
|  |                  |                  |                           |  |            |            |  |  |        |        |
|  |                  |                  |                           |  |            |            |  |  |        |        |
|  |                  |                  |                           |  |            |            |  |  |        |        |
|  |                  |                  |                           |  |            |            |  |  |        |        |
|  |                  |                  |                           |  |            |            |  |  |        |        |
|  |                  |                  |                           |  |            |            |  |  |        |        |
|  |                  |                  |                           |  |            |            |  |  |        |        |
|  |                  |                  |                           |  |            |            |  |  |        |        |
|  |                  |                  |                           |  |            |            |  |  |        |        |
|  |                  |                  |                           |  |            |            |  |  |        |        |
|  |                  |                  |                           |  |            |            |  |  |        |        |
|  |                  |                  | Finale per il terzo posto |  |            |            |  |  |        |        |
|  |                  |                  |                           |  |            |            |  |  |        |        |
|  |                  |                  |                           |  |            |            |  |  |        |        |
|  |                  |                  |                           |  |            |            |  |  |        |        |
|  |                  |                  |                           |  |            |            |  |  |        |        |
|  |                  |                  |                           |  |            |            |  |  |        |        |
|  |                  |                  |                           |  |            |            |  |  |        |        |
|  |                  |                  |                           |  |            |            |  |  |        |        |
|  |                  |                  |                           |  |            |            |  |  |        |        |